# ᴸ
Cette page contient des caractères spéciaux ou non latins. S’ils s’affichent mal (▯, ?, etc.), consultez la page d’aide Unicode.
ᴸ, appelée l majuscule en exposant, l majuscule supérieur ou lettre modificative majuscule l, est un graphème utilisé dans l’écriture du chatino et un symbole phonétique. Il est formé de la lettre majuscule latine L ‹ L › mise en exposant.

## Utilisation
Dans l’alphabet phonétique ouralique d’Eliel Lagercrantz (fi), le l majuscule en exposant (ou la petite capitale l en exposant) est utilisé pour représenter une consonne spirante latérale alvéolaire sourde prononcée de manière réduite.
En chatino, le l majuscule en exposant est utilisé pour représenter un ton.

## Représentations informatiques
La lettre modificative majuscule l peut être représentée avec les caractères Unicode suivants (Extensions phonétiques) :
| formes       | représentations | chaînes de caractères | points de code | descriptions                    |
| ------------ | --------------- | --------------------- | -------------- | ------------------------------- |
| modificative | ᴸ               | ᴸ                     | U+1D38         | lettre modificative majuscule l |